# Mădăras
Mădăras là một xã thuộc hạt Bihor, România. Dân số thời điểm năm 2002 là 3021 người.